# Tubérisation de la pomme de terre

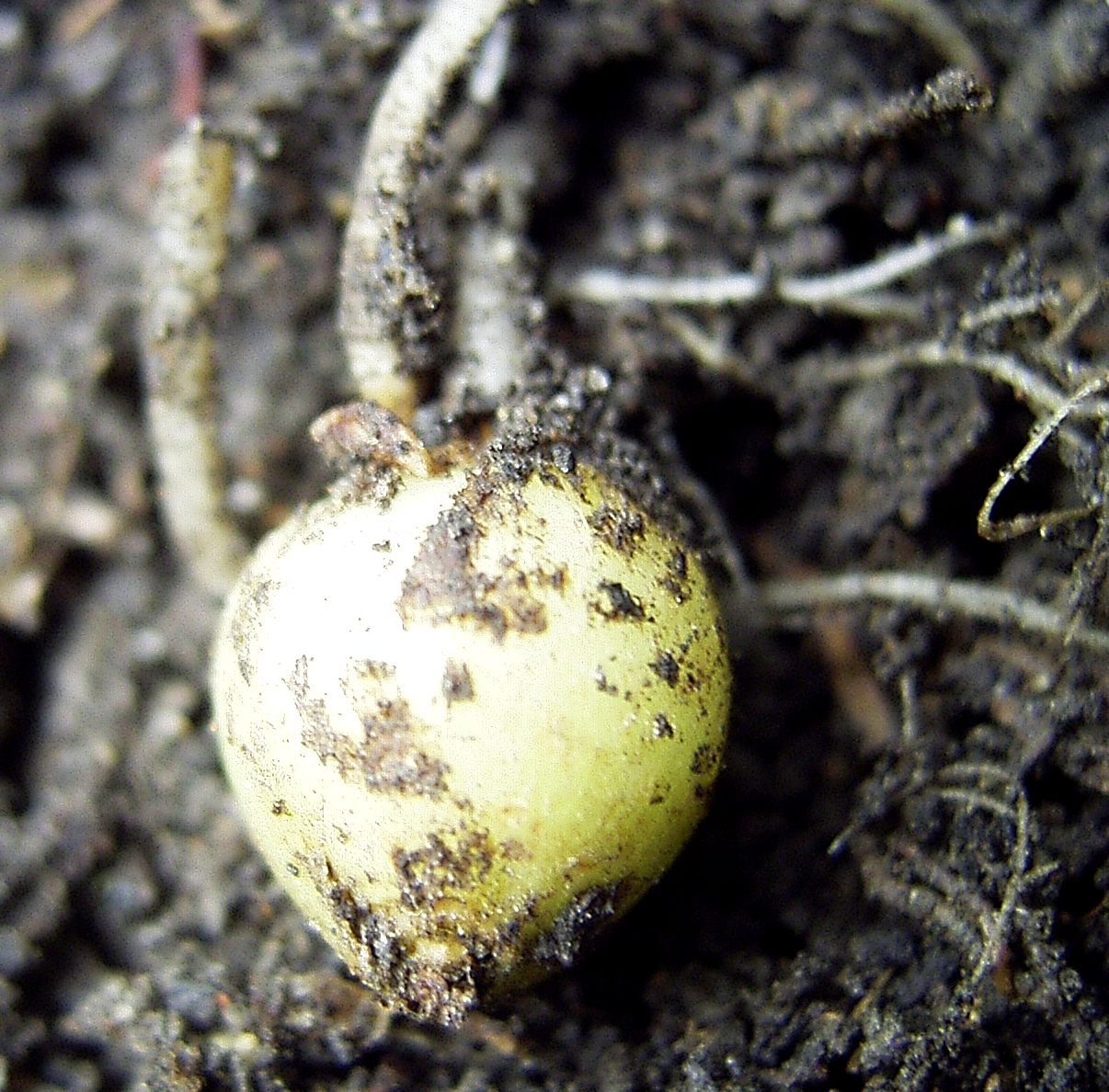
Pomme de terre en cours de tubérisation.

Chez la pomme de terre, la tubérisation est une phase de la croissance qui correspond à la transformation de l'extrémité des stolons en tubercules et à leur grossissement par accumulation de substances de réserve (amidon, protéines).
La tubérisation est commandée par des hormones élaborées dans les feuilles. Le début de la tubérisation coïncide avec un arrêt de la croissance de la plante. La tubérisation dépend de facteurs climatiques, notamment la température et la photopériode, qui ont une influence différente selon les variétés.